# Met Leblank
Metju Stiven „Met” Leblank (engl. Matthew Steven LeBlanc; Njuton, Masačusets, SAD, 25. jul 1967) je američki glumac, najpoznatiji po ulozi Džoija Tribijanija (engl. Joey Tribbiani) u TV serijama „Prijatelji” (engl. Friends) i Džoi (engl. Joey).

## Biografija

### Detinjstvo i školovanje
Rođen je u Njutonu, Masačusets. Po majci Pet Grosman je italijanskog porekla, a po ocu Polu Leblanku je irskog, engleskog, holandskog i francuskog porekla. Pošto je završio severnu srednju školu u Njutonu, upisao se na „Ventvort” tehnološki institut, ali ga je napustio posle prvog semestra.

### Karijera
Karijeru je započeo 1987. godine, u reklami za „Hajnc” kečap, a zatim su usledile i reklame za „Levis” i „Koka-kolu”
. Njegova prva uloga u TV seriji bila je uloga u Si-Bi-Esovoj seriji „TV 101”, a kasnije je glumio u više američkih TV serija: „Just the Ten of Us”, „Monsters”, „Married with Children”, „Top of the Heap”, „Vinnie & Bobby”, „Red Shoe Diaries” i „Class of '96”. 1993. godine, je na dobio ulogu Džoija Tribijanija u En-Bi-Sijevoj TV seriji „Prijatelji”. Glumio je u svih 238 epizoda ove serije, od njenog početka 1994, pa do njenog kraja 2004. godine. Posle završetka „Prijatelja”, nastavio je da glumi Džoija Tribijanija u TV seriji „Džoi”, koja je prestala da se snima posle dve prikazane sezone.
Glumio je u nekoliko bioskopskih i TV filmova: „Anything to Survive”, „The Killing Box”, „Red Shoe Diaries 3: Another Woman's Lipstick”, „Reform School Girl”, „Ed”, „Red Shoe Diaries 7: Burning Up”, „Izgubljeni u svemiru”, „Lookin' Italian”, „Čarlijevi anđeli”, „All the Queen's Men” i „Čarlijevi anđeli: Totalno zagušenje”.

### Privatni život
U novembru 1998. godine se verio sa manekenkom Melisom Maknajt, a 3. maja 2003. godine, njih dvoje su se venčali na Havajima. 8. februara 2004. godine, par je dobio ćerku Marinu Perl Leblank. Devojčici je dijagnostikovan redak moždani poremećaj, koji izaziva povremene napade. Par je počeo da živi odvojeno u januaru 2006. godine, posle „bliskog kontakta”, koji je Met imao sa striptizetom na odmoru u Britanskoj Kolumbiji. Prijateljski su se razišli, zahtev za razvod braka je podnet 30. marta 2006. godine, i 20. septembra iste godine, brak je okončan.

## Filmografija
| Uloge  |                                     |                                              |                |          |
| Godina | Srpski naziv                        | Izvorni naziv                                | Uloga          | Napomena |
| 1990   |                                     | Anything to Survive                          | Bili Barton    |          |
| 1993   |                                     | The Killing Box                              | Verhun         |          |
| 1993   |                                     | Red Shoe Diaries 3: Another Woman's Lipstick | Kajl           |          |
| 1994   |                                     | Reform School Girl                           | Vins           |          |
| 1996   |                                     | Ed                                           | Džek Kuper     |          |
| 1997   |                                     | Red Shoe Diaries 7: Burning Up               | Džed           |          |
| 1998   | Izgubljeni u svemiru                | Lost in Space                                | Don Vest       |          |
| 1998   |                                     | Lookin' Italian                              | Entoni Maneti  |          |
| 2000   | Čarlijevi anđeli                    | Charlie's Angels                             | Džejson Gibons |          |
| 2001   |                                     | All the Queen's Men                          | O'Rurk         |          |
| 2003   | Čarlijevi anđeli: Totalno zagušenje | Charlie's Angels: Full Throttle              | Džejson Gibons |          |

## Nagrade
| Godina | Naziv nagrade              | Kategorija                    | Uloga                           |  |
| ------ | -------------------------- | ----------------------------- | ------------------------------- |  |
| 2000   | Nagrada „TV vodič”         | Izbor urednika                |                                 |  |
| 2002   | Nagrada „Izbor tinejdžera” | Izbor za glumca u TV komediji | Džoi Tribijani u „Prijateljima” |  |
| 2005   | Nagrada „Izbor naroda”     | Omiljena muška TV zvezda      |                                 |  |

## Spoljašnje veze
- Sajt obožavalaca Meta Leblanka Архивирано на веб-сајту  (26. децембар 2007) (језик: енглески)
- Met Leblank на веб-сајту  (језик: енглески)